# Huzhou
Huzhou (Ju-Zhóuⓘ; en chino, 湖州市; pinyin, Húzhōu shì; literalmente, ‘prefectura lago (Tai)’) es una ciudad-prefectura en la provincia de Zhejiang, República Popular de China. Limita al norte con el lago tai, al sur con Hangzhou, al oeste con Xuancheng y al este con Jiaxing. Su área es de 5820 km² y su población para 2010 fue de 2,89 millones de habitantes.
Un poeta chino de la dinastía Yuan, Dai Biaoyuan, tras recorrer los lugares del sur del río Yangtze al fin se decidió vivir en Huzhou, para muchas personas, esta es la razón por la que se le conoce como la ciudad de los Pinceles.

## Administración
La ciudad prefectura de Huzhou se divide en 2 distritos y 3 condados:
- Distrito Wuxing (吴兴区)
- Distrito Nanxun (南浔区)
- Condado Deqing (德清县)
- Condado Changxing (长兴县)
- Condado Anji (安吉县)

## Historia
Huzhou es una ciudad con más de 2000 años de historia. En el 248 a. C. el estado Chu creó el condado Gucheng, luego se fundaron los condados Wucheng en el 222 a. C. y Wuxing en el año 266. En el año 602 el condado Wuxing es rebautizado como Huzhou, nombre que llevó hasta 1912, cuando fue combinada con Wucheng y Guian para formar el condado Wuxing. En 1949 Wuxing se divide en la ciudad Huzhou y el condado Wuxing. En 1950 Wuxing es ascendida a ciudad título revocado en 1962 y devuelto en 1970.

## Economía
Huzhou está calificada entre las 100 ciudades del país como entorno favorable para la inversión, además ha sido galardonada a nivel nacional con el título de ciudad modelo de protección medio ambiental, calificada como: ciudad limpia, ciudad verde, ciudad excelente en turismo y ciudad encanto.
Al estar influenciada por las grandes urbes como Shanghái, Hangzhou, Nankín y Ningbo, la ciudad es eje económico en el delta del río Yangtze. Sirve de conexión entre las ciudades del este y centro de China. La ciudad cuenta con ferrocarriles, carreteras nacionales y líneas de alta velocidad.
Debido a la agricultura la zona es apodada como la tierra del pescado y del arroz, hay un dicho local que dice:"si los granos en Huzhou y Suzhou no crecen bien, no habrá suficiente comida para todo el país". La seda Jili ganó el Premio de Oro en la primera Expo Mundial de Londres en 1851, que hizo el primer paso de la presencia de China en la Expo Mundial.
La ciudad tiene 6 marcas para el turismo: el lago Tai, el bambú, historia, montañas, humedales y ecología.
Huzhou es una ciudad industrial tradicional. En 2013, el PIB de la ciudad llegó a 180,32 mil millones de yuanes, lo que representa un incremento del 9,0% respecto al año anterior. El sector de la industria aportó el 52,8% al PIB.
Las industrias pilares de la Ciudad incluyen textiles, productos no metálicos, maquinaria y equipo eléctrico, fundición de metales ferrosos y de procesamiento, electricidad y suministro de calefacción, materias primas químicas y productos químicos de la industria manufacturera.
Zona franca
La ciudad cuenta desde el año de 1992 con una región especial donde se fomenta la economía llamada Zona de desarrollo económico y tecnológico de Huzhou, HETD por sus siglas en inglés. Está situada en el centro del delta del río Yangtze, cubre un área administrativa de 144 km² y tiene una población residente de 125 000.
Su PIB alcanzó 12 208 millones de yuanes en 2012, un aumentó de 8,4% respecto al año pasado sobre la base de los precios comparables, el PIB per cápita es de 70 000 yuanes. Actualmente, hay 121 empresas industriales como la medicina biológica, nueva energía, conservación de energía y protección del medio ambiente, nuevos materiales, accesorios de automóviles, industrias mecánicas y eléctricas, y alimentos.

## Clima
La parte norte de la ciudad es una región montañosa, mientras el este es una llanura baja y plana. Huzhou tiene un clima húmedo con una temperatura media anual de 16C y precipitación de 1200 milímetros . En general, el clima de la ciudad es cálido y húmedo.
| Parámetros climáticos promedio de Huzhou (1971-2000) | Parámetros climáticos promedio de Huzhou (1971-2000) | Parámetros climáticos promedio de Huzhou (1971-2000) | Parámetros climáticos promedio de Huzhou (1971-2000) | Parámetros climáticos promedio de Huzhou (1971-2000) | Parámetros climáticos promedio de Huzhou (1971-2000) | Parámetros climáticos promedio de Huzhou (1971-2000) | Parámetros climáticos promedio de Huzhou (1971-2000) | Parámetros climáticos promedio de Huzhou (1971-2000) | Parámetros climáticos promedio de Huzhou (1971-2000) | Parámetros climáticos promedio de Huzhou (1971-2000) | Parámetros climáticos promedio de Huzhou (1971-2000) | Parámetros climáticos promedio de Huzhou (1971-2000) | Parámetros climáticos promedio de Huzhou (1971-2000) |
| Mes                                                  | Ene.                                                 | Feb.                                                 | Mar.                                                 | Abr.                                                 | May.                                                 | Jun.                                                 | Jul.                                                 | Ago.                                                 | Sep.                                                 | Oct.                                                 | Nov.                                                 | Dic.                                                 | Anual                                                |
| ---------------------------------------------------- | ---------------------------------------------------- | ---------------------------------------------------- | ---------------------------------------------------- | ---------------------------------------------------- | ---------------------------------------------------- | ---------------------------------------------------- | ---------------------------------------------------- | ---------------------------------------------------- | ---------------------------------------------------- | ---------------------------------------------------- | ---------------------------------------------------- | ---------------------------------------------------- | ---------------------------------------------------- |
| Temp. media (°C)                                     | 3.5                                                  | 5.0                                                  | 9.0                                                  | 15.3                                                 | 20.4                                                 | 24.2                                                 | 28.1                                                 | 27.7                                                 | 23.0                                                 | 17.7                                                 | 11.6                                                 | 5.8                                                  | 15.9                                                 |
| Precipitación total (mm)                             | 64.7                                                 | 72.0                                                 | 122.6                                                | 98.8                                                 | 117.6                                                | 211.0                                                | 154.8                                                | 144.8                                                | 131.7                                                | 80.4                                                 | 55.3                                                 | 39.9                                                 | 1293.6                                               |
| Días de precipitaciones (≥ 1 mm)                     | 11.4                                                 | 11.0                                                 | 15.2                                                 | 13.7                                                 | 13.3                                                 | 14.8                                                 | 13.7                                                 | 13.0                                                 | 12.0                                                 | 9.5                                                  | 8.1                                                  | 7.4                                                  | 143.1                                                |
| Horas de sol                                         | 122.4                                                | 113.9                                                | 125.4                                                | 158.2                                                | 177.6                                                | 157.5                                                | 216.2                                                | 220.1                                                | 164.3                                                | 163.4                                                | 152.9                                                | 149.5                                                | 1921.4                                               |
| Fuente: 湖州氣象局 氣象網絡中心 5 de mayo de 2011    |                                                      |                                                      |                                                      |                                                      |                                                      |                                                      |                                                      |                                                      |                                                      |                                                      |                                                      |                                                      |                                                      |

## Ciudades Hermanadas
Huzhou están hermanadas con las siguientes ciudades:
- Cabo Frío, Río de Janeiro, Brasil.
- Kalmar, Suecia.
- Radom, Mazovia, Polonia.